# توربن مایر
توربن مایر (دانمارکی: Torben Meyer؛ ۱ دسامبر ۱۸۸۴ – ۲۲ مهٔ ۱۹۷۵) یک هنرپیشه اهل دانمارک بود.

## بخشی از فیلم‌شناسی
- محاکمه در نورنبرگ (۱۹۶۱)
- مگس (۱۹۵۸)
- ما فرشته نیستیم (۱۹۵۵)
- گناه هارولد دیدلباک (۱۹۴۷)
- قلب ارغوانی (۱۹۴۴)
- کازابلانکا (۱۹۴۲)
- مردی که می‌خندد (۱۹۲۸)
- کشتی نوح (۱۹۲۸)